# Ghosts 'n Goblins
Ghosts'n Goblins (Fantasmas y Duendes)  (魔界村 Makaimura?, lit. "El pueblo del mundo demoníaco") es un videojuego de plataformas de arcade creado por Capcom. 
Lanzado en 1985, fue portado a numerosas plataformas de computadoras personales y seguido por cuatro secuelas oficiales: Ghouls'n Ghosts, Super Ghouls'n Ghosts, Ultimate Ghosts'n Goblins y Ghosts 'n Goblins Resurrection, más algunas historias que incluyen Gargoyle's Quest, Maximo y Makaimura for WonderSwan.

## Estilo de juego
Ghosts'n Goblins es un juego de plataformas donde el jugador controla a un caballero, llamado Sir Arthur, que tiene la habilidad de arrojar lanzas, dagas, antorchas, hachas y otras armas con las que debe derrotar a zombis, demonios y otras criaturas fantasmagóricas para poder rescatar a una princesa. Cada vez que un monstruo toca su armadura ésta se rompe, quedando el personaje "en calzoncillos" y expuesto a cualquier ataque. A lo largo del camino, el jugador puede coger nuevas armas, bonus y trajes extra de armadura que pueden ayudar en esta tarea. Sir Arthur aparece también en el juego "Marvel vs. Capcom" como partner. El juego a menudo es considerado muy difícil para los estándares de los arcade y es comúnmente considerado como uno de los juegos más difíciles lanzados para Nintendo (NES).
El juego tiene un modo de dos jugadores, pero éste consiste simplemente en alternar entre cada jugador.

## Controles
La cabina del juego permite al jugador controlar a su personaje a través de un joystick 8 de ocho sentidos y dos botones - un botón para lanzar su arma y el otro para saltar.

## Vidas
El jugador empieza con 3 vidas del personaje (la del personaje en juego y dos más), y además existe otra vida extra cuando el jugador alcanza 20,000 y 70,000 puntos y cuando alcanza cada multiplo de 70.000 puntos después de eso hasta el millón de puntos. Sin embargo, esta configuración podía cambiarse usando los interruptores DIP. Dos golpes de un ataque enemigo resultan en la pérdida de una vida. Después del primer golpe, Sir Arthur pierde su armadura , aunque se puede recuperar en algunos puntos de los niveles . Un segundo golpe lo transforma irremediablemente en un esqueleto y pierde, de esa manera, una vida. Al principio de cada nivel, Sir Arthur está envuelto en una armadura completa, independientemente de si está con ella o no al finalizar cada nivel. En ciertos puntos del juego, Sir Arthur puede sufrir una muerte instantánea ya sea que esté con su armadura o no.
Si el jugador pierde una vida, se le devuelve al inicio del nivel, o a la mitad del mismo si se ha llegado hasta ese punto del escenario. Además, hay un límite de tiempo para acabar el nivel (generalmente alrededor de tres minutos). Si éste se acaba, el jugador pierde una vida y tiene que volver a empezar. El reloj se reinicia al principio de cada nivel.

## Armas
Sir Arthur está armado con una de las siguientes armas. En cada momento solamente puede llevarse una de ellas.
Lanza
El jugador comienza con esta arma. Se mueve en una línea recta a través de la pantalla.
Daga
Similar a la Lanza pero se desplaza mucho más rápido.
Antorcha
Un arma de dudoso valor. Se mueve en un arco descendiente desde el punto de lanzamiento. Momentáneamente arde el suelo alrededor de donde caiga, destruyendo cualquier enemigo que entre en contacto con el fuego. Mata enemigos más rápido que la lanza o la daga pero es más difícil de usar.
Hacha
Se mueve de igual manera a la antorcha ardiente. Sin embargo, esta arma continúa a través de los enemigos, permitiendo a una sola hacha matar a múltiples enemigos. Más poderosa que la Antorcha pero, nuevamente, es difícil de usar.
Escudo (o Crucifijo)
Similar a la Lanza en el movimiento pero con un alcance muy limitado. Sin embargo, a diferencia de todas las demás armas, también puede bloquear ataques enemigos. El Escudo es la única arma capaz de derrotar al jefe final. (Ver abajo). Según la versión del juego, esta arma adquiere forma de crucifijo o de escudo.

## Niveles
El juego consta de siete niveles, cada nivel con un jefe que debe ser derrotado antes de avanzar al próximo nivel. Solo después de que Arthur derrote al jefe final la segunda vez el juego muestra su secuencia final y declara al jugador como victorioso.

### El cementerio y el bosque
El juego empieza en un cementerio con uno de los esbirros de Astaroth secuestrando a la novia de Arthur, la princesa Prin-Prin. Arthur entonces debe emprender su camino a través del cementerio, evitando o matando a los zombis y demonios que encuentre a su paso. Después de cruzar el río, entra inmediatamente al bosque. Derrotar al jefe al final del bosque le permite coger una llave y avanzar al siguiente nivel.

### El palacio de hielo y el pueblo abandonado
El palacio de hielo implica saltar mucho más que el nivel anterior. El jugador debe abrirse paso a través del nivel, evitando o matando a los duendes voladores y plantas escupidoras. El jugador puede sufrir la muerte instantánea en este nivel si no alcanza una plataforma al saltar. En la mitad posterior de este nivel, el jugador debe atravesar una enorme casa en ruinas, derrotando varios ogros a lo largo del camino. Después de finalmente derrotar a los 2 jefes, el jugador prosigue hacia las cavernas.

### Las cavernas
El tercer nivel sube la dificultad un escalón más. Similar en diseño al cementerio, el jugador debe pelear contra más demonios, cubrir más terreno y pelear con dos nuevos enemigos - Murciélagos y pilares escupidores. Los pilares pueden ser particularmente duros de matar, puesto que son vulnerables solo durante un breve período de tiempo. Si Arthur llega hasta el final de este nivel, deberá enfrentarse con el primer dragón del juego. Si consigue derrotar a este jefe, le estará esperando una nueva llave y podrá proseguir hasta el siguiente nivel.

### Las plataformas flotantes y el puente de fuego
Los jugadores nuevos a menudo encuentran difícil las plataformas flotantes. Un salto incorrecto aquí usualmente resulta en una muerte instantánea puesto que Arthur caerá al vacío. El jugador debe montarse sobre estas plataformas hasta alcanzar el otro lado, donde le espera un demonio y a continuación el puente de fuego. Este está infestado de duendes malvados aunque puede atravesarse por completo fácilmente si Arthur no se detiene a pelear sino que avanza constantemente desde el principio hasta el final. El puente está guardado por un segundo dragón que debe ser derrotado para poder entrar al castillo de Astaroth.

### Castillo inferior
El castillo está dividido en dos secciones: superior e inferior. La dificultad del juego sube un peldaño más. Casi todas las criaturas encontradas en los anteriores niveles están presentes aquí y el piso está cubierto además con cráneos que vuelven a la vida en forma de esqueletos saltarines cuando Arthur se aproxima. La mayoría del nivel consiste en subir por escaleras hasta que un difícil y enorme jefe aparece. Este demonio es como el que inicialmente raptó a la princesa. Este jefe es particularmente difícil de derrotar, puesto que solo es vulnerable cuando despliega las alas. Si el jugador tiene éxito, Arthur tendrá acceso al nivel superior del castillo.

### Castillo superior
El penúltimo nivel es más corto que los niveles previos y presenta múltiples personajes jefes -guardianes de puertas, dragones y demonios. Los dos jefes deben ser derrotados usando el escudo (o crucifijo) como arma para poder ingresar al cuarto del trono de Astaroth. El alcance limitado del Escudo vuelve ésta una tarea sumamente difícil. Si el jugador consigue acabar con estos jefes usando otra arma, Arthur volverá al principio del nivel anterior donde tendrá la oportunidad de cambiar su arma por el escudo (o crucifijo).

### Cuarto del trono de Astaroth
El cuarto del trono presenta a Astaroth de pie entre Arthur y la Princesa. Arthur puede derrotar a Astaroth solamente al golpearlo en puntos muy específicos de su cuerpo con el escudo , por ejemplo , la cabeza. Si el jugador derrota a Astaroth, y es la primera vez en alcanzar este nivel, el juego continúa volviendo a empezar desde el nivel uno para repetir el recorrido entero, con una dificultad mucho más alta. Solo si el jugador consigue repetir su victoria logra terminar el juego. La escena final muestra a Arthur reunido con la bella Princesa Prin-Prin. Esta escena puede apreciarse en la introducción de la secuela, Ghouls and Ghosts .

## Adaptaciones
Elite Systems produjo varias conversiones para ordenadores domésticos.

### Amstrad CPC
La versión de Amstrad CPC estaba sumamente limitada. La dificultad era mayor que en el original ya que aunque Arthur poseía 5 vidas, la armadura no tenía efecto y al primer impacto se perdía una vida. La melodía es única, no estando en ninguna de las otras conversiones ni en el arcade. Tiene únicamente las 3 primeras fases y luego el juego se repite desde el principio. No posee animaciones extra ni el mapa de entrefase. Fue realizada por Elite (Encore fuera de España). No tiene final.

### Spectrum
Aunque al principio empieza igual que las demás conversiones, a partir de la segunda pantalla se va desligando de la historia original para terminar con un mapeado propio y escenas inéditas. Son 3 fases y tiene final.

### Commodore 64
La versión para Commodore 64, lanzada en 1987, presentó un sistema de juego complicado. Programado por Chris Butler, también es conocida por su excelente música, compuesta por Mark Cooksey y que toma prestada la melodía principal del Preludio n.º 20 en Do menor de Frédéric Chopin. Debido a los limitados recursos en Commodore 64, fue de alguna manera diferente a la versión arcade. Solo presentaba los niveles del cementerio y el bosque, el palacio de hielo, las plataformas flotantes y el puente de fuego y las cavernas en ese orden. El jugador también empezaba el juego con cinco vidas.

### Commodore Amiga
La versión para el Commodore Amiga fue lanzada en 1990. Mientras que el hardware avanzado (para ese tiempo) de la Amiga permitió una cuasi-perfecta conversión del arcade, falló en emular el éxito de ventas de la versión Commodore 64. El jugador extrañamente iniciaba el juego con seis vidas y no había música presente a menos que la Amiga estuviera equipada con al menos 1 Megabyte de RAM. La configuración estándar de una Amiga 500 fue de 512 Kilobytes.

### Wii (consola virtual)
Es una adaptación de la versión de Megadrive, pero falla al final del juego al presentar los nombres de los enemigos, pues no se muestran.

### Otras plataformas
Ghosts'n Goblins también fue portado a Atari ST, IBM PC, Sharp X68000, Nintendo Game Boy Color, Game Boy Advance y el NES entre otras plataformas.
La Versión NES fue desarrollada por Micronics.
La versión arcade original del juego también fue incluida en la compilación Capcom Generations Vol.2: Chronicles of Arthur para la PlayStation (en Japón y Europa) y Sega Saturn (solo en Japón), la cual también contenía Ghouls'n Ghosts y Super Ghouls'n Ghosts. Los tres juegos (basados en sus versiones Capcom Generation) fueron más tarde coleccionadas como parte de Capcom Classics Collection.
La máquina arcade fue convertida a electrónica moderna por José Tejada (alias jotego) y portada a las plataformas FPGA MiST y MiSTer entre los años 2017 y 2018. Es la única versión fidedigna a la máquina original en aspectos como el uso de DMA para los objetos, el árbitro del bus para el acceso a la memoria de vídeo y la ausencia de latencia. José Tejada se basó en los diagramas esquemáticos disponibles y la placa real de arcade para realizar la conversión.

### Comparación de las versiones
La sofisticación de cada versión puede medirse por la cantidad de memoria que ocupa el código del juego, los gráficos y el sonido. Para anular las diferencias debidas a los distintos formatos de almacenamiento, la comparación se realiza según el tamaño del juego comprimido en formato ZIP.
| Sistema                       | Tamaño (kBytes) |
| ----------------------------- | --------------- |
| Recreativa                    | 154             |
| Nintendo Entertainment System | 56.5            |
| Nintendo Game Boy             | 86.4            |
| Amstrad CPC                   | 33              |
| Commodore 64                  | 35              |

## Ghosts'n Goblins en otros juegos
- En Marvel vs. Capcom: Clash of Super Heroes Arthur puede ser seleccionado como asistente.
- Arthur y Astaroth aparecen en el RPG Namco x Capcom.
- Arthur hace un cameo en el final de Soki en Tatsunoko vs. Capcom ayudándolo a detener a Astaroth.
- Arthur también aparece en el juego de lucha Marvel vs. Capcom 3: Fate of Two Worlds como personaje jugable. Así como un escenario basado del primer nivel del original Ghosts'n Goblins el cementerio y el bosque, apareciendo Astaroth y Firebrand (Red Arremer) como cameo en el escenario. Este último se vuelve jugable en Ultimate Marvel vs. Capcom 3, actualización del juego original. Prin-Prin hace un cameo en el final de Arthur en ambos juegos.
- En el videojuego freeware I Wanna Be the Guy, hay un nivel basado en el cementerio de Ghosts N' Goblins, que incluye la misma música y los zombis enemigos.
- Firebrand también es un personaje del crossover SvC: Chaos. Es uno de los personajes finales alternativos.
- En el juego Mega Man 7 para SNES, en el nivel de Shade Man, si se presiona Start y B al mismo tiempo, el nivel tendrá la música del primer nivel de Ghosts'n Goblins.

## Mangas
- En 1986, Ghosts'n Goblins fue adaptado a un manga, a cargo de Sawada Yukio, que se publicó en el número 5 de la colección Hisshō Tekunikku Kan Peki-ban (必勝テクニック完ペキ版?) y es publicada por Wan Pakku Comics.
- En Warera Hobby's Famicom Seminar, fueron basados en videojuegos de cada capítulo, aparecen como el traje Arthur y los zombies de Ghosts 'n Goblins, hacen cameos en el capítulo 6